# 瑪利歐派對 超級巨星
《瑪利歐派對 超級巨星》是一款由NDcube開發並由任天堂發行的瑪利歐派對系列作品，2021年10月29日發行於任天堂Switch。本作是瑪利歐派對系列的重製作品合集，亦是繼《超级马力欧派对》之後第二部於任天堂Switch推出的瑪利歐派對系列作品。與前作不同的是，本作可以通過任天堂Switch的掌機模式和使用實體按鍵操作運行遊戲。

## 遊戲玩法
本作主要基於任天堂64，任天堂Gamecube的瑪利歐派對系列遊戲，並重新製作精選出的100款小遊戲及5個雙陸遊戲地圖。

## 評價
| 汇总媒体   | 得分   |
| ---------- | ------ |
| Metacritic | 79/100 |

| 媒体          | 得分  |
| ------------- | ----- |
| 電腦遊戲雜誌  | 8/10  |
| Game Informer | 8/10  |
| GameSpot      | 6/10  |
| IGN           | 8/10  |
| Jeuxvideo.com | 15/20 |
| Nintendo Life | [ 7 ] |

本作在日本首周售出了16萬3256套實體遊戲，成為當周銷售最高的遊戲。
截止至2025年3月底，本作的全球销量已達至1,400萬份
，成為《瑪利歐派對系列》第二款突破1,000萬銷量的作品 。

## 外部連結
- 官方网站：繁體中文（台灣）、繁體中文（香港）、日語、英語